# Sam Sutton
Sam Harry Sutton (* 10. Dezember 2001 in Auckland) ist ein neuseeländisch-englischer Fußballspieler.

## Karriere

### Verein
Vom East Coast Bays kommend, wechselte er im März 2016 in die Jugend von Wellington Phoenix. Dort rückte er im September 2017 in deren Reservemannschaft vor. Seit Oktober 2020 gehört er fest zum Kader des A-League-Teams, debütierte bereits am 21. Dezember 2019 für die Mannschaft. Bei einem 2:2 gegen den Sydney FC wurde er in der Nachspielzeit für Jaushua Sotirio eingewechselt.

### Nationalmannschaft
Nach einigen Freundschaftsspielen im März 2023 mit der U23-Mannschaft wurde er zur Ozeanienmeisterschaft 2024 auch für die A-Nationalmannschaft nominiert. Dort debütierte er beim 3:0-Gruppenspielsieg über die Salomonen, wo er auch in der Startelf stand. Danach kam er auch im Halbfinale sowie dem Finale zum Einsatz. Am Ende gewann er mit seinem Team das Turnier.
Er wurde für den Olympiakader zu den Spielen 2024 in Paris nominiert. Er stand bei allen drei Spielen in der Startelf.